# Liste der denkmalgeschützten Objekte in Wien/Favoriten
Die Liste der denkmalgeschützten Objekte in Wien/Favoriten enthält die 139 denkmalgeschützten unbeweglichen Objekte des 10. Wiener Gemeindebezirks Favoriten.
Im Unterschied zu allen anderen Denkmallisten ist diese hier nicht zuerst nach Katastralgemeinde und dann nach Straße, sondern lediglich nach Straße geordnet, da die Unterscheidung zwischen Favoriten und Inzersdorf Stadt weithin unbekannt ist und die beiden Katastralgemeinden einen komplizierten Grenzverlauf haben, der mit dem Raster des Favoritner Straßennetzes auf eklatante Weise kontrastiert.

## Denkmäler
| Foto |                 | Denkmal | Standort                                                                                      | Beschreibung | Metadaten |
| ---- | --------------- | --- | --------------------------------------------------------------------------------------------- | --- | --- |
| ja   | Datei hochladen | Anlage Arbeitercottage „Kaiser Franz Josef-Jubiläumsstiftung“ (18 Häuser) HERIS-ID: 110886 Objekt-ID: 128646                                      | Absberggasse 16–20, gerade Nummern Standort KG: Favoriten                                     | Die 18 Gebäude wurden 1886–1887 nach Plänen von Josef Unger errichtet. Die Arbeiter-Einfamilienhäuser sind in dieser Form für Wien ungewöhnlich und einzigartig. Sie stehen auf dem Planquadrat zwischen Absberggasse, Puchsbaumgasse, Schrankenberggasse und Kiesewettergasse. | BDA-Hist.: Q28824140 Status: Bescheid Stand der BDA-Liste: 2025-06-30 Name: Anlage Arbeitercottage „Kaiser Franz Josef-Jubiläumsstiftung“ (18 Häuser) GstNr.: 1421/147, 1421/148, 1421/149, 1421/150, 1421/151, 1421/152, 1421/153, 1421/154, 1421/155, 1421/156, 1421/157, 1421/158, 1421/159, 1421/160, 1421/161, 1421/162, 1421/163, 1421/164 Arbeitercottage „Kaiser-Franz-Josef-Jubiläumsstiftung“, Favoriten |
| ja   | Datei hochladen | Ankerbrot-Fabrik HERIS-ID: 28885 Objekt-ID: 25492                                                                                                 | Absberggasse 35-37 Standort KG: Favoriten                                                     | Die traditionsreiche Brotfabrik Ankerbrot wurde 1891 gegründet. Die Objekte am Standort entstanden zwischen 1893 und den 1920er Jahren. | BDA-Hist.: Q37922159 Status: Bescheid Stand der BDA-Liste: 2025-06-30 Name: Ankerbrot-Fabrik GstNr.: 1435/6, 1435/42, 1435/45 Ankerbrot-Fabrik |
| ja   | Datei hochladen | Kirche und Kloster der Missionsschwestern Dienerinnen des Hl. Geistes HERIS-ID: 47992 Objekt-ID: 51369                                            | Alxingergasse 6 Standort KG: Favoriten                                                        | Die Dreifaltigkeitskirche und das Kloster wurde 1913–1914 von Richard Jordan in einem geometrisch reduzierten Heimatstil errichtet. Seit 1942 ist sie Pfarrkirche. 1952–1959 erfolgte im Inneren eine Umgestaltung durch Hans Petermair. | BDA-Hist.: Q1257666 Status: § 2a Stand der BDA-Liste: 2025-06-30 Name: Kirche und Kloster der Missionsschwestern Dienerinnen des Hl. Geistes GstNr.: 1915/8 Dreifaltigkeitskirche (Favoriten) |
| ja   | Datei hochladen | Wohnhausanlage der Gemeinde Wien HERIS-ID: 48024 Objekt-ID: 51405 Wiener Wohnen: 727                                                              | Alxingergasse 89–93, unger. Nr. Standort KG: Inzersdorf Stadt                                 | Die städtische Wohnhausanlage entstand 1925–1926 nach Plänen von Ernst Egli. Sie umfasst 136 Wohnungen. | BDA-Hist.: Q38028935 Status: § 2a Stand der BDA-Liste: 2025-06-30 Name: Wohnhausanlage der Gemeinde Wien GstNr.: 821/15 |
| ja   | Datei hochladen | Mariensäule HERIS-ID: 73484 Objekt-ID: 86775 Wien Kulturgut: 45158                                                                                | Am Johannesberg Standort KG: Unterlaa                                                         | Die barocke Mariensäule wurde 1764 anstelle eines 1662 errichteten Bildstocks erbaut. | BDA-Hist.: Q34596756 Status: § 2a Stand der BDA-Liste: 2025-06-30 Name: Mariensäule GstNr.: 282/3 Mariensäule Am Johannesberg, Unterlaa |
| ja   | Datei hochladen | Sgraffito Tiere und Pflanzen des Wienerbergs HERIS-ID: 71262 Objekt-ID: 84418                                                                     | Angeligasse 15–17 Standort KG: Favoriten                                                      | Ernst Erich Müller schuf 1955/56 zwei Sgraffiti an einer städtischen Wohnhausanlage. | BDA-Hist.: Q38127101 Status: § 2a Stand der BDA-Liste: 2025-06-30 Name: Sgraffito Tiere und Pflanzen des Wienerbergs GstNr.: 934/175 Sgraffito "Tiere und Pflanzen des Wienerbergs" |
| ja   | Datei hochladen | Majolikarelief Wandernde Jugend HERIS-ID: 65747 Objekt-ID: 78612                                                                                  | Angeligasse 18 Standort KG: Favoriten                                                         | Hertha Bucher schuf das Majolikarelief Wandernde Jugend an der Fassade einer städtischen Wohnhausanlage. | BDA-Hist.: Q38111502 Status: § 2a Stand der BDA-Liste: 2025-06-30 Name: Majolikarelief Wandernde Jugend GstNr.: 934/169 |
| ja   | Datei hochladen | Wohnhausanlage der Gemeinde Wien HERIS-ID: 48006 Objekt-ID: 51386 Wiener Wohnen: 738                                                              | Angeligasse 78-80 Standort KG: Inzersdorf Stadt                                               | Die städtische Wohnhausanlage wurde 1929 nach Plänen von Leopold Simony errichtet. | BDA-Hist.: Q38028843 Status: § 2a Stand der BDA-Liste: 2025-06-30 Name: Wohnhausanlage der Gemeinde Wien GstNr.: 821/47 |
| ja   | Datei hochladen | Kath. Pfarrkirche hl. Antonius von Padua HERIS-ID: 69344 Objekt-ID: 82420                                                                         | Antonsplatz Standort KG: Favoriten                                                            | Die Kirche wurde 1896–1901 von Franz von Neumann im neuromanischen Stil errichtet. Nach schweren Zerstörungen durch Bombentreffer im Zweiten Weltkrieg ist sie bis 1961 wiederhergestellt worden, die Fresken im Innenraum sind allerdings verloren. | BDA-Hist.: Q607840 Status: § 2a Stand der BDA-Liste: 2025-06-30 Name: Kath. Pfarrkirche hl. Antonius von Padua GstNr.: 2313/5 Antonskirche |
| ja   | Datei hochladen | Pfarrhof der Antonskirche HERIS-ID: 47972 Objekt-ID: 51345                                                                                        | Antonsplatz 21 Standort KG: Favoriten                                                         | Neben der Kirche befindet sich freistehend inmitten einer Grünanlage der Pfarrhof, der um 1900 im venezianisch-gotischen Stil errichtet wurde. | BDA-Hist.: Q55715542 Status: § 2a Stand der BDA-Liste: 2025-06-30 Name: Pfarrhof der Antonskirche GstNr.: 921/8 Antonskirche Pfarrhof |
| ja   | Datei hochladen | Arthaber-Denkmal im Park HERIS-ID: 65744 Objekt-ID: 78609 Wien Kulturgut: 45164                                                                   | Arthaberplatz Standort KG: Favoriten                                                          | Der Architekt Karl Theodor Bach schuf das 1906 enthüllte Denkmal für den Industriellen und Mäzen Rudolf von Arthaber. Das Bildnis-Relief stammt von Rudolf Schröer. | BDA-Hist.: Q38111477 Status: § 2a Stand der BDA-Liste: 2025-06-30 Name: Arthaber-Denkmal im Park GstNr.: 2705/1 Arthaberbrunnen |
| ja   | Datei hochladen | Figurengruppe im Park vor der Volkshochschule HERIS-ID: 65746 Objekt-ID: 78611 Wien Kulturgut: 41360                                              | bei Arthaberplatz 18 Standort KG: Favoriten                                                   | Gottfried Buchberger schuf 1961 die Kunststeinplastik Diskussion. | BDA-Hist.: Q38111491 Status: § 2a Stand der BDA-Liste: 2025-06-30 Name: Figurengruppe im Park vor der Volkshochschule GstNr.: 2705/1 Sculpture Diskussion by Gottfried Buchberger, 1961 |
| ja   | Datei hochladen | Lebensmittelfabrik, ehemalige Zuckerwarenfabrik Heller HERIS-ID: 48057 Objekt-ID: 51442                                                           | Belgradplatz 3, 5 Standort KG: Inzersdorf Stadt                                               | Der Sichtziegelbau entstand ab 1898 nach Plänen von Wilhelm Klingenberg. | BDA-Hist.: Q38029098 Status: Bescheid Stand der BDA-Liste: 2025-06-30 Name: Lebensmittelfabrik, ehemalige Zuckerwarenfabrik Heller GstNr.: 818/118 Hellerfabrik |
| ja   | Datei hochladen | Wohnhausanlage der Gemeinde Wien HERIS-ID: 73505 Objekt-ID: 86796 Wiener Wohnen: 754                                                              | Buchengasse 25–37, unger. Nr. Standort KG: Favoriten                                          | Die U-förmige Wohnhausanlage wurde 1936–1938 von Konstantin Peller in der Tradition der Gemeindebauten des Roten Wien erbaut. | BDA-Hist.: Q38132797 Status: § 2a Stand der BDA-Liste: 2025-06-30 Name: Wohnhausanlage der Gemeinde Wien GstNr.: 1400/1 Wohnhausanlage Puchsbaumgasse 24-36 |
| ja   | Datei hochladen | Maschinenfabrik M. Luzzatto HERIS-ID: 47985 Objekt-ID: 51360                                                                                      | Buchengasse 95, 97 Standort KG: Favoriten                                                     | Der dreischiffige Sichtziegelbau entstand 1906–1907 nach Plänen von Ludwig Schmidl. Anmerkung: Identadresse Siccardsburggasse 34-40 | BDA-Hist.: Q38028718 Status: Bescheid Stand der BDA-Liste: 2025-06-30 Name: Maschinenfabrik M. Luzzatto GstNr.: 2609/1 Maschinenfabrik M. Luzzatto, Vienna |
| ja   | Datei hochladen | ehemalige Katholische Pfarrkirche Dreimal wunderbare Muttergottes HERIS-ID: 65200 Objekt-ID: 78019                                                | Buchengasse 108 Standort KG: Favoriten                                                        | Die Kirche wurde zunächst als Altarraum, der später zur Kirche mit Turm ausgebaut werden sollte, 1933 von Robert Kramreiter und Leo Schmoll errichtet. Davor befand sich ab 1910 am Standort eine Kapelle. Zum Ausbau kam es nicht. 1942 wurde die Kirche zur Pfarrkirche erhoben, 2015 nach Auflösung der Pfarre zur Filialkirche der Pfarre „Göttliche Barmherzigkeit“ herabgestuft. Mit März 2025 wurde das Kirchengebäude geschlossen und an eine Privatperson verkauft. Das Gebäude ist seitdem kein Gotteshaus mehr. | BDA-Hist.: Q2082587 Status: § 2a Stand der BDA-Liste: 2025-06-30 Name: Katholische Pfarrkirche Dreimal wunderbare Muttergottes GstNr.: 2670 Pfarrkirche Dreimal Wunderbare Muttergottes, Vienna |
| ja   | Datei hochladen | Mosaik Pflanzen und Gestirne HERIS-ID: 65750 Objekt-ID: 78615                                                                                     | Buchengasse 137–139 Standort KG: Inzersdorf Stadt                                             | Das 36 m² große Mosaikbild an der Fassade einer Wohnhausanlage schuf Wolfgang Hutter 1958. | BDA-Hist.: Q38111511 Status: § 2a Stand der BDA-Liste: 2025-06-30 Name: Mosaik Pflanzen und Gestirne GstNr.: 818/189 |
| ja   | Datei hochladen | Brunnenskulptur HERIS-ID: 65751 Objekt-ID: 78616 Wien Kulturgut: 41179                                                                            | vor Buchengasse 141 Standort KG: Inzersdorf Stadt                                             | Die Brunnenplastik schuf Wander Bertoni im Jahr 1959. | BDA-Hist.: Q38111519 Status: § 2a Stand der BDA-Liste: 2025-06-30 Name: Brunnenskulptur GstNr.: 818/149 "Abstrakter Brunnen" von Wander Bertoni, Vienna |
| ja   | Datei hochladen | Katholische Pfarrkirche hl. Maria Königin des Friedens HERIS-ID: 69346 Objekt-ID: 82424                                                           | Buchengasse 197 Standort KG: Inzersdorf Stadt                                                 | Die Kirche wurde 1934–1935 nach Plänen von Robert Kramreiter errichtet. Die Innenausstattung stammt von 1942 und später. Anmerkung: Identadresse Quellenstraße 197 | BDA-Hist.: Q2082761 Status: § 2a Stand der BDA-Liste: 2025-06-30 Name: Katholische Pfarrkirche hl. Maria Königin des Friedens GstNr.: 818/157 Pfarrkirche Königin des Friedens (Wien) |
| ja   | Datei hochladen | Wohnhausanlage der Gemeinde Wien HERIS-ID: 48069 Objekt-ID: 51455 Wiener Wohnen: 730                                                              | Bürgergasse 17-19 Standort KG: Favoriten                                                      | Die städtische Wohnhausanlage wurde 1926–1927 von Oskar Wlach in Hofrandverbauung errichtet. Sie umfasst 200 Wohnungen. | BDA-Hist.: Q38029151 Status: § 2a Stand der BDA-Liste: 2025-06-30 Name: Wohnhausanlage der Gemeinde Wien GstNr.: 1171 Bürgergasse 17/19 (Vienna) |
| ja   | Datei hochladen | Wohnhausanlage der Gemeinde Wien HERIS-ID: 48070 Objekt-ID: 51456 Wiener Wohnen: 753                                                              | Bürgergasse 21-23 Standort KG: Favoriten                                                      | Der sachliche kommunale Wohnhausbau entstand 1933–1935 nach Plänen von Oskar Wlach. Er umfasst 374 Wohnungen in Hofrandverbauung. | BDA-Hist.: Q38029159 Status: § 2a Stand der BDA-Liste: 2025-06-30 Name: Wohnhausanlage der Gemeinde Wien GstNr.: 1165/1 |
| ja   | Datei hochladen | Wohnhausanlage der Gemeinde Wien HERIS-ID: 48071 Objekt-ID: 51457 Wiener Wohnen: 728                                                              | Bürgergasse 22 Standort KG: Favoriten                                                         | Heinrich Ried schuf 1925 die kommunale Wohnhausanlage in Formen des Heimatstils. Besonders akzentuiert ist das Portal mit plastischem Dekor (Putten, Taubenpaar). Der Bau umfasst 116 Wohnungen. | BDA-Hist.: Q38029169 Status: § 2a Stand der BDA-Liste: 2025-06-30 Name: Wohnhausanlage der Gemeinde Wien GstNr.: 1167 Wohnhausanlage Bürgergasse 22 |
| ja   | Datei hochladen | Volksschule Wienerfeld West HERIS-ID: 48041 Objekt-ID: 51426                                                                                      | Carl-Prohaska-Platz 1 Standort KG: Inzersdorf Stadt                                           | Die Volksschule wurde 1962–1964 nach Plänen von Hannes Lintl erbaut. | BDA-Hist.: Q38029016 Status: § 2a Stand der BDA-Liste: 2025-06-30 Name: Volksschule Wienerfeld West GstNr.: 933/63, 933/129 |
| ja   | Datei hochladen | Pölzerhof HERIS-ID: 47994 Objekt-ID: 51371 Wiener Wohnen: 120                                                                                     | Dampfgasse 35-37 Standort KG: Favoriten                                                       | Der Gemeindebau wurde 1926–1927 nach Plänen von Hugo Mayer errichtet. Die städtische Wohnhausanlage umfasst 103 Wohnungen in Hofrandverbauung. Sie wurde nach dem Zweiten Weltkrieg nach dem sozialdemokratischen Politiker Johann Pölzer benannt. Im Pölzerhof befindet sich das Veranstaltungszentrum Waldmüllerzentrum. | BDA-Hist.: Q1402034 Status: § 2a Stand der BDA-Liste: 2025-06-30 Name: Pölzerhof GstNr.: 1903/5 Pölzerhof |
| ja   | Datei hochladen | Mosaik Sonne HERIS-ID: 65762 Objekt-ID: 78627 | Davidgasse 76–80, ger. Nr. Standort KG: Inzersdorf Stadt                                      | Das Mosaik an der Fassade des Anna-Boschek-Hofes schuf Reinhold Hauck 1958. | BDA-Hist.: Q38111579 Status: § 2a Stand der BDA-Liste: 2025-06-30 Name: Mosaik Sonne GstNr.: 816/337 |
| ja   | Datei hochladen | Wohnhausanlage der Stadt Wien HERIS-ID: 73280 Objekt-ID: 86567 Wiener Wohnen: 794                                                                 | Eisenstadtplatz 4-8, alle Nummern Standort KG: Favoriten                                      | Die städtische Wohnhausanlage wurde zwischen 1960 und 1963 nach Plänen des Architektenteams Siegfried Theiss und Hans Jaksch errichtet. Sie umfasst 174 Wohnungen in 5 Wohnblocks inmitten einer großzügigen Grünanlage. | BDA-Hist.: Q38132340 Status: § 2a Stand der BDA-Liste: 2025-06-30 Name: Wohnhausanlage der Stadt Wien GstNr.: 1118/57, 1118/92, 1118/130, 1118/131 |
| ja   | Datei hochladen | Wohnhausanlage der Stadt Wien HERIS-ID: 47957 Objekt-ID: 51328 Wiener Wohnen: 756                                                                 | Erlachgasse 53–57, unger. Nr. Standort KG: Favoriten                                          | Die kommunale Wohnhausanlage wurde 1938 nach Plänen von Franz Wiesmann errichtet. Sie umfasst 94 Wohnungen in Blockrandverbauung. An den Hausecken zum Mundypark befinden sich Plastiken von Theodor Igler, die aus der Zeit von 1953–1954 stammen und einen Dudelsack- bzw. Flötenspieler darstellen. | BDA-Hist.: Q38028529 Status: Bescheid Stand der BDA-Liste: 2025-06-30 Name: Wohnhausanlage der Stadt Wien GstNr.: 1366/87, 1366/88 Wohnhausanlage Erlachgasse 53-57 |
| ja   | Datei hochladen | Straßenbahnremise, Wagenhalle HERIS-ID: 71590 Objekt-ID: 84782                                                                                    | neben Erlachgasse 109 Standort KG: Favoriten                                                  | Der Straßenbahn-Betriebsbahnhof Favoriten wurde 1914–1915 von der Hochbauabteilung der städtischen Straßenbahnen errichtet. | BDA-Hist.: Q38127922 Status: § 2a Stand der BDA-Liste: 2025-06-30 Name: Straßenbahnremise, Wagenhalle GstNr.: 1652, 1653 Betriebsbahnhof Favoriten |
| ja   | Datei hochladen | Wohnhausanlage der Gemeinde Wien, George-Washington-Hof HERIS-ID: 111997 Objekt-ID: 130044 Wiener Wohnen: 128, 744                                | Eschenallee 1 bis 9, alle Nrn., Ahornhof, Birkenhof, Fliederhof Standort KG: Favoriten        | Identadresse Triester Straße 51-53. Der weitläufige George-Washington-Hof wurde in den Jahren 1927–1930 nach Plänen von Karl Krist und Robert Oerley errichtet. Die kommunale Wohnhausanlage auf der ungeraden Seite der Eschenallee wurde 1929 nach Plänen von Karl Krist errichtet. Es handelt sich um kleinteilig wirkende aneinandergereihte Häuser, deren Kopfbauten jeweils um ein Stockwerk erhöht sind. Anmerkung: Dieser Eintrag umfasst die folgenden Anlagen: Ahornhof, Birkenhof, Fliederhof, Akazienhof und Ulmenhof, die beiden letzteren liegen bereits in Meidling (siehe dort) | BDA-Hist.: Q1506758 Status: Bescheid Stand der BDA-Liste: 2025-06-30 Name: Wohnhausanlage der Gemeinde Wien, George-Washington-Hof GstNr.: 169/21, 2782/10, 2775/1, 2782/1, 169/25, 169/24, 169/4, 169/10, 169/20, 2782/2, 2779/1, 2782/6, 2782/8, 2123/2, 2123/4, 2123/9, 2123/10, 2779/2 George Washington-Hof                                                                                                   |
| ja   | Datei hochladen | Ehemaliges Familienasyl St. Josef HERIS-ID: 47988 Objekt-ID: 51364 Wiener Wohnen: 758                                                             | Ettenreichgasse 42-44 Standort KG: Inzersdorf Stadt                                           | Die Wohnhausanlage wurde 1935–1936 nach Plänen von Franz Wiesmann errichtet. | BDA-Hist.: Q38028726 Status: § 2a Stand der BDA-Liste: 2025-06-30 Name: Ehemaliges Familienasyl St. Josef GstNr.: 844/1 Ettenreichgasse 42-44 |
| ja   | Datei hochladen | Bankgebäude HERIS-ID: 47982 Objekt-ID: 51356 | Favoritenstraße 118 Standort KG: Favoriten                                                    | Das Gebäude wurde 1975–1979 von Günther Domenig für die Zentralsparkasse der Gemeinde Wien in der Fußgängerzone Favoritenstraße errichtet. Charakteristisch sind die expressiv gewölbten Stahlplatten an der Fassade. | BDA-Hist.: Q1237306 Status: Bescheid Stand der BDA-Liste: 2025-06-30 Name: Bankgebäude GstNr.: 598 Zentralsparkassenfiliale Favoritenstraße |
| ja   | Datei hochladen | Kurpark Oberlaa Gartenbaudenkmale, Wegsysteme und künstliche Bodenformationen HERIS-ID: 73722 Objekt-ID: 87074                                    | Filmteichstraße 1, bei Standort KG: Oberlaa Stadt                                             | Der Kurpark Oberlaa wurde 1974 für die Wiener Internationale Gartenschau am Südosthang des Laaer Berges angelegt. Das Gelände umfasst 860.000 m² Fläche und ist heute eine öffentliche Parkanlage. | BDA-Hist.: Q1793176 Status: § 2a Stand der BDA-Liste: 2025-06-30 Name: Kurpark Oberlaa Gartenbaudenkmale, Wegsysteme und künstliche Bodenformationen GstNr.: 2424/19 Kurpark Oberlaa |
| ja   | Datei hochladen | Bildstock HERIS-ID: 65779 Objekt-ID: 78645 Wien Kulturgut: 61472                                                                                  | bei Friedhofstraße 1 Standort KG: Oberlaa Land                                                | Der Bildstock mit Tabernakelaufsatz stammt aus dem Ende des 18. Jahrhunderts. Dargestellt ist ein Ölbergmosaik aus neuer Zeit. | BDA-Hist.: Q36957785 Status: § 2a Stand der BDA-Liste: 2025-06-30 Name: Bildstock GstNr.: 2406/1 Bildstock Laaer-Berg-Straße |
| ja   | Datei hochladen | Wohnhausanlage der Gemeinde Wien HERIS-ID: 48072 Objekt-ID: 51458 Wiener Wohnen: 732                                                              | Friedrich-Knauer-Gasse 2-4 Standort KG: Favoriten                                             | Die städtische Wohnhausanlage an der Ecke zur Kennergasse wurde 1929 nach Plänen von Otto Polak-Hellwig errichtet. Sie umfasst 56 Wohnungen. | BDA-Hist.: Q38029181 Status: § 2a Stand der BDA-Liste: 2025-06-30 Name: Wohnhausanlage der Gemeinde Wien GstNr.: 1144/2, 2375/2 |
| ja   | Datei hochladen | Wohnhausanlage der Gemeinde Wien HERIS-ID: 65777 Objekt-ID: 78643 Wiener Wohnen: 733                                                              | Friedrich-Knauer-Gasse 6-8 Standort KG: Favoriten                                             | Die von drei Seiten begrenzte 91 Wohnungen umfassende städtische Wohnhausanlage wurde 1929 nach Plänen von Anton Valentin errichtet. | BDA-Hist.: Q38111599 Status: § 2a Stand der BDA-Liste: 2025-06-30 Name: Wohnhausanlage der Gemeinde Wien GstNr.: 1118/6 |
| ja   | Datei hochladen | Wohnhausanlage der Gemeinde Wien HERIS-ID: 48021 Objekt-ID: 51402 Wiener Wohnen: 729                                                              | Friesenplatz 1–2 Standort KG: Inzersdorf Stadt                                                | Die städtische Wohnhausanlage wurde 1925 vom Wiener Stadtbauamt unter den Architekten Erwin Böck, Max Theuer und Friedrich Zotter errichtet. | BDA-Hist.: Q38028908 Status: § 2a Stand der BDA-Liste: 2025-06-30 Name: Wohnhausanlage der Gemeinde Wien GstNr.: 821/38 Wohnhausanlage Friesenplatz 1–2 |
| ja   | Datei hochladen | Personalwohnhaus und Verwaltung Verkehrsbetriebe HERIS-ID: 47981 Objekt-ID: 51355                                                                 | Gudrunstraße 159, 159a Standort KG: Favoriten                                                 | Das Personalwohnhaus und Verwaltungsgebäude des Straßenbahn-Betriebsbahnhofes Favoriten wurde 1914–1915 von der Hochbauabteilung der städtischen Straßenbahnen errichtet. | BDA-Hist.: Q38028683 Status: § 2a Stand der BDA-Liste: 2025-06-30 Name: Personalwohnhaus und Verwaltung Verkehrsbetriebe GstNr.: 1674/1 Betriebsbahnhof Favoriten |
| ja   | Datei hochladen | Abfertigungsgebäude HERIS-ID: 48001 Objekt-ID: 51379                                                                                              | Gudrunstraße 159 Standort KG: Favoriten                                                       | Das Abfertigungsgebäude des Straßenbahn-Betriebsbahnhofes Favoriten wurde 1914–1915 von der Hochbauabteilung der städtischen Straßenbahnen errichtet. Es besitzt ein auffallendes Walmdach. Am Gebäude befindet sich eine Gedenktafel für die Angehörigen einer kommunistischen Betriebsgruppe unter Otto Benedek, deren Mitglieder 1942 hingerichtet wurden. | BDA-Hist.: Q38028810 Status: § 2a Stand der BDA-Liste: 2025-06-30 Name: Abfertigungsgebäude GstNr.: 1674/1 Betriebsbahnhof Favoriten |
| ja   | Datei hochladen | Matzleinsdorfer evangelischer Friedhof HERIS-ID: 70775 Objekt-ID: 83910                                                                           | Gudrunstraße 193 Standort KG: Favoriten                                                       | Der Evangelische Friedhof Matzleinsdorf wurde 1858 eröffnet. Die Christuskirche erbaute Theophil von Hansen in neobyzantinischen Formen. Am Friedhof befinden sich Gräber von zahlreichen bekannten Persönlichkeiten, wie Friedrich Hebbel, Otto Weininger, Hans Canon oder Adele Sandrock. | BDA-Hist.: Q666587 Status: § 2a Stand der BDA-Liste: 2025-06-30 Name: Matzleinsdorfer evang. Friedhof GstNr.: 1890/1 Evangelischer Friedhof Matzleinsdorf |
| ja   | Datei hochladen | Obelisk HERIS-ID: 71301 Objekt-ID: 84458 Wien Kulturgut: 42170                                                                                    | Gußriegelstraße, Ecke Rotenhofgasse Standort KG: Inzersdorf Stadt                             | Der Obelisk mit Tierdarstellungen in Mosaiktechnik schuf Heribert Potuznik im Jahr 1956. | BDA-Hist.: Q38127206 Status: § 2a Stand der BDA-Liste: 2025-06-30 Name: Obelisk GstNr.: 818/150 Obelisk, Anna-Boschek-Hof |
| ja   | Datei hochladen | Wohnhausanlage der Gemeinde Wien HERIS-ID: 47995 Objekt-ID: 51372 Wiener Wohnen: 731                                                              | Hasengasse 35–41, unger. Nr. Standort KG: Favoriten                                           | Die städtische Wohnhausanlage wurde 1926 nach Plänen von Georg Rupprecht errichtet. Sie umfasst 176 Wohnungen in einer U-förmigen Anlage um einen breiten Straßenhof. | BDA-Hist.: Q38028771 Status: § 2a Stand der BDA-Liste: 2025-06-30 Name: Wohnhausanlage der Gemeinde Wien GstNr.: 1918/1 Wohnhausanlage Hasengasse 35-37 |
| ja   | Datei hochladen | Schule HERIS-ID: 48000 Objekt-ID: 51378 | Herzgasse 23-27, unger. Nr. Standort KG: Favoriten                                            | Die Schule wurde 1889 erbaut. Es handelt sich um einen blockhaften Zweckbau mit Putzgliederung und Sichtziegelfond. | BDA-Hist.: Q38028800 Status: § 2a Stand der BDA-Liste: 2025-06-30 Name: Schule GstNr.: 1748 |
| ja   | Datei hochladen | Schule HERIS-ID: 71455 Objekt-ID: 84643 | Herzgasse 87 Standort KG: Inzersdorf Stadt                                                    | Die Volksschule in der Alxingergasse wurde 1885 erbaut und erhielt um 1900 einen weiteren Trakt an der Herzgasse. | BDA-Hist.: Q38127653 Status: § 2a Stand der BDA-Liste: 2025-06-30 Name: Schule GstNr.: 820/72 |
| ja   | Datei hochladen | Sgraffito-Wandbilder HERIS-ID: 71305 Objekt-ID: 84462                                                                                             | Herzgasse 99-101 Standort KG: Inzersdorf Stadt                                                | Am Haus Nr. 99 befindet sich ein Sgraffito Licht, Luft, Sonne von Alfred Balcarek aus dem Jahr 1954, am Haus Nr. 101 das Sgraffito Mutter mit Kindern von Eduard Bäumer, ebenfalls aus 1954. Zur Alxingergasse hin gibt es ebenfalls zwei Sgraffiti: Technik von Hermine Aichenegg sowie Schrebergartenleben im Frühling, Sommer und Herbst von Oswin Amann. | BDA-Hist.: Q38127227 Status: § 2a Stand der BDA-Liste: 2025-06-30 Name: Sgraffito-Wandbilder GstNr.: 837/84, 837/85, 837/86 Wohnhausanlage Herzgasse 99-101 - sgraffiti |
| ja   | Datei hochladen | Figur hl. Johannes Nepomuk HERIS-ID: 73304 Objekt-ID: 86592 Wien Kulturgut: 45175                                                                 | Himberger Straße bei Liesingbach-Brücke Standort KG: Oberlaa Land                             | Die Figur des heiligen Johannes Nepomuk stammt aus der Mitte des 18. Jahrhunderts. | BDA-Hist.: Q34936103 Status: § 2a Stand der BDA-Liste: 2025-06-30 Name: Figur hl. Johannes Nepomuk GstNr.: 2442/4 Johannes Nepomuk an der Liesingbachbrücke, Rothneusiedl |
| ja   | Datei hochladen | Katholische Pfarrkirche hl. Franz von Sales HERIS-ID: 69347 Objekt-ID: 82426                                                                      | Holeyplatz 1 Standort KG: Inzersdorf Stadt                                                    | Die Kirche in der Per Albin Hansson Siedlung Nord wurde 1962–1963 nach Plänen von Georg Lippert errichtet. Die Kirche besitzt eine weitgehend schmucklose Fassade und einen 38 Meter hohen Turm. Neben dem Eingang befindet sich ein Betonrelief von Josef Troyer, das Christus den Auferstandenen darstellt. | BDA-Hist.: Q2083350 Status: § 2a Stand der BDA-Liste: 2025-06-30 Name: Katholische Pfarrkirche hl. Franz von Sales GstNr.: 1060/3 Pfarrkirche Franz von Sales |
| ja   | Datei hochladen | Umspannwerk Favoriten HERIS-ID: 30552 Objekt-ID: 27303                                                                                            | Humboldtgasse 1–5 Standort KG: Favoriten                                                      | Der bemerkenswerte Industriebau wurde 1929–1931 von Eugen Kastner und Fritz Waage errichtet. Ungewöhnlich für Wien ist die Verwendung von abwechselnd runden und rechtwinkeligen Bauelementen. | BDA-Hist.: Q37935581 Status: Bescheid Stand der BDA-Liste: 2025-06-30 Name: Umspannwerk Favoriten GstNr.: 201/1 Umspannwerk Favoriten |
| ja   | Datei hochladen | Wohnhausanlage der Gemeinde Wien HERIS-ID: 48073 Objekt-ID: 51459 Wiener Wohnen: 725                                                              | Kennergasse 10 Standort KG: Favoriten                                                         | Die städtische Wohnhausanlage wurde 1924–1925 nach Plänen von Josef Hofbauer und Wilhelm Baumgarten errichtet. Über dem Tor befindet sich das Relief Städtebauer von Otto Hofner. | BDA-Hist.: Q38029190 Status: § 2a Stand der BDA-Liste: 2025-06-30 Name: Wohnhausanlage der Gemeinde Wien GstNr.: 1148 Wohnhausanlage Bürgergasse 24 |
| ja   | Datei hochladen | Kath. Pfarrkirche hl. Johannes Evangelist HERIS-ID: 47980 Objekt-ID: 51354                                                                        | Keplerplatz K Standort KG: Favoriten                                                          | Die dreischiffige Pfeilerbasilika wurde 1872–1876 von Hermann von Bergmann im Neorenaissancestil als erste Pfarrkirche Favoritens erbaut. | BDA-Hist.: Q2083060 Status: § 2a Stand der BDA-Liste: 2025-06-30 Name: Kath. Pfarrkirche hl. Johannes Evangelist GstNr.: 381/1 Johannes-Evangelist-Kirche |
| ja   | Datei hochladen | Pfarrhof HERIS-ID: 70774 Objekt-ID: 83908 | Keplerplatz 6 Standort KG: Favoriten                                                          | Der Pfarrhof der Johannes-Evangelist-Kirche wurde 1879 von der Hochbauabteilung des Stadtbauamtes unter der Leitung von Friedrich Paul und Josef Pürzl in Sichtziegelbauweise errichtet. | BDA-Hist.: Q38125900 Status: § 2a Stand der BDA-Liste: 2025-06-30 Name: Pfarrhof GstNr.: 379 |
| ja   | Datei hochladen | Schule HERIS-ID: 47978 Objekt-ID: 51352 | Keplerplatz 7 Standort KG: Favoriten                                                          | Die Schule wurde 1871 von der Hochbauabteilung des Stadtbauamtes unter der Leitung von Friedrich Paul und Josef Pürzl in Sichtziegelbauweise errichtet. | BDA-Hist.: Q38028655 Status: § 2a Stand der BDA-Liste: 2025-06-30 Name: Schule GstNr.: 380/1 |
| ja   | Datei hochladen | Abstrakte Skulptur HERIS-ID: 71457 Objekt-ID: 84645 Wien Kulturgut: 41722                                                                         | vor Klausenburger Straße 25 Standort KG: Favoriten                                            | Die Plastik Pflanzliche Säule wurde 1970 von Rudolf Kedl geschaffen. Sie ist aus Messing und hat eine Höhe von 210 cm. | BDA-Hist.: Q38127661 Status: § 2a Stand der BDA-Liste: 2025-06-30 Name: Abstrakte Skulptur GstNr.: 1118/57 |
| ja   | Datei hochladen | Kath. Filialkirche hl. Johannes der Täufer/Malteserkirche und Heiliggrabkapelle HERIS-ID: 111806 Objekt-ID: 129816 Wien Kulturgut: 45173seit 2012 | Klederinger Straße 74 Standort KG: Unterlaa                                                   | Diese kleine, abseits des verbauten Gebiets stehende Kirche geht auf das 11. Jahrhundert zurück und ist damit wahrscheinlich die älteste auf heutigem Wiener Stadtgebiet. Sie ist seit 1272 in Besitz des Johanniter- oder Malteserordens. Es ist ein schlichter Giebelbau mit Satteldach, kleinem Portalvorbau und Chorturm. Am Chorturm ist ein kleines Sakristeihäuschen angebaut. Im Inneren befindet sich ein flachgedeckter Saalraum mit Gesims und Stuckfeldgliederung. Freistehend daneben befindet sich die Heilig-Grab-Kapelle, die im 3. Viertel des 17. Jahrhunderts erbaut wurde. | BDA-Hist.: Q1698868 Status: Bescheid Stand der BDA-Liste: 2025-06-30 Name: Kath. Filialkirche hl. Johannes der Täufer/Malteserkirche und Heiliggrabkapelle GstNr.: 475, 476 Johanneskirche (Unterlaa) |
| ja   | Datei hochladen | Römische Villa und Siedlung des 1. Jh. n. Chr. HERIS-ID: 75938 Objekt-ID: 89466                                                                   | Klederinger Straße Standort KG: Unterlaa                                                      | Nördlich der Johanneskirche wurde das Mauerwerk eines römischen Gutshofes ausgegraben, südlich der Kirche befand sich eine römische Siedlung des 1. Jahrhunderts. Unter der Kirche ist ein Schauraum eingerichtet. | BDA-Hist.: Q38141551 Status: § 2a Stand der BDA-Liste: 2025-06-30 Name: Römische Villa und Siedlung des 1. Jh. n. Chr. GstNr.: 202, 200/3, 201/2, 225/27, 225/1, 225/6, 225/7, 201/1 |
| ja   | Datei hochladen | Ehem. Meierhof, Prentlhof HERIS-ID: 37978 Objekt-ID: 37440                                                                                        | Klederinger Straße 169 Standort KG: Unterlaa                                                  | Der ehemalige Meierhof war ursprünglich im Besitz des Malteserordens und dann der Familie Prentl. Das Gebäude stammt aus der 2. Hälfte des 17. Jahrhunderts. An der Fassade befindet sich eine Wappenkartusche mit Mariendarstellung, im Inneren Wandmalereien aus dem 1. Viertel des 18. Jahrhunderts. | BDA-Hist.: Q28919925 Status: Bescheid Stand der BDA-Liste: 2025-06-30 Name: ehem. Meierhof, Prentlhof GstNr.: 55/1 Prentlhof, Vienna |
| ja   | Datei hochladen | Siedlung Süd-Ost (Teilbereich) HERIS-ID: 76966 Objekt-ID: 90567                                                                                   | Kronawettergasse 27 bis 69, unger. Nr. Standort KG: Oberlaa Stadt                             | Die große Gartenstadtsiedlung mit vorwiegend zweigeschoßigen Familienhäusern im Block- und Zeilenverband entstand 1921 nach Plänen von Franz Schuster und Franz Schacherl. | BDA-Hist.: Q38147404 Status: § 2a Stand der BDA-Liste: 2025-06-30 Name: Siedlung Süd-Ost (Teilbereich) GstNr.: 1523/12 |
| ja   | Datei hochladen | Wohnhaus der Gemeinde Wien HERIS-ID: 71310 Objekt-ID: 84467 Wiener Wohnen: 743                                                                    | Kudlichgasse 26–28 Standort KG: Favoriten                                                     | Die städtische Wohnhausanlage wurde 1930 von Florian Prantl errichtet. Sie umfasst 32 Wohnungen. | BDA-Hist.: Q38127258 Status: § 2a Stand der BDA-Liste: 2025-06-30 Name: Wohnhaus der Gemeinde Wien GstNr.: 1410 |
| ja   | Datei hochladen | Wohnhausanlage der Gemeinde Wien HERIS-ID: 71308 Objekt-ID: 84465 Wiener Wohnen: 749                                                              | Kudlichgasse 35 Standort KG: Favoriten                                                        | Die städtische Wohnhausanlage wurde 1930–1931 von Karl Dorfmeister errichtet. Sie umfasst 41 Wohnungen. | BDA-Hist.: Q38127250 Status: § 2a Stand der BDA-Liste: 2025-06-30 Name: Wohnhausanlage der Gemeinde Wien GstNr.: 1323 |
| ja   | Datei hochladen | Spitalskapelle zum Göttlichen Erlöser, ehem. hl. Barbara HERIS-ID: 69348 Objekt-ID: 82427                                                         | Kundratstraße 3 Standort KG: Favoriten                                                        | Die Spitalskapelle zum Göttlichen Erlöser wurde 1890 / 1891 erbaut und war ursprünglich der Hl. Barbara geweiht. Es handelt sich um eine freistehende Saalkirche mit einer eintürmigen Fassade. Neben dem Portal befinden sich Statuen der Heiligen Elisabeth von Thüringen und Franz von Assisi. Im Inneren ist ein Neorenaissance-Ädikulaaltar mit den Reliefs des gekreuzigten Christus und der Heiligen Barbara erwähnenswert, weiters eine kleine Orgel, Statuen verschiedener Heiliger und die originalen Kirchenbänke, der Beichtstuhl und der Fliesenboden aus der Bauzeit. | BDA-Hist.: Q38122220 Status: § 2a Stand der BDA-Liste: 2025-06-30 Name: Spitalskapelle zum Göttlichen Erlöser, ehem. hl. Barbara GstNr.: 2090/3 Kaiser-Franz-Josef-Spitalskapelle |
| ja   | Datei hochladen | Katholische Pfarrkirche hl. Katharina von Siena HERIS-ID: 48019 Objekt-ID: 51400                                                                  | Kundratstraße 5 Standort KG: Favoriten                                                        | Die Heilig-Kreuz-Kirche wurde 1967 von Ottokar Uhl in einer neuartigen Konstruktionsart mit Holzleimbindern errichtet. Die einstige Notkirche ist seit 1988 der hl. Katharina von Siena geweiht. | BDA-Hist.: Q1735855 Status: § 2a Stand der BDA-Liste: 2025-06-30 Name: Katholische Pfarrkirche hl. Katharina von Siena GstNr.: 2116/3 Saint Catherine of Siena church (Vienna) |
| ja   | Datei hochladen | Bildstock Hendlkreuz, Magere Henne HERIS-ID: 71343 Objekt-ID: 84503 Wien Kulturgut: 45174                                                         | bei Laaer-Berg-Straße 100 Standort KG: Oberlaa Stadt                                          | Die ursprüngliche Bildsäule wurde 1548 als Grenzsäule errichtet. Die Reliefs am Tabernakelaufsatz sind stark verwittert. | BDA-Hist.: Q33083293 Status: § 2a Stand der BDA-Liste: 2025-06-30 Name: Bildstock Hendlkreuz, Magere Henne GstNr.: 1236/4 Hendlkreuz, Favoriten |
| ja   | Datei hochladen | Ringelspiel im Böhmischen Prater HERIS-ID: 41052 Objekt-ID: 41418                                                                                 | Laaer Wald 473 Standort KG: Simmering                                                         | Das Ringelspiel ist eines der ältesten, das in dieser Form noch in Funktion ist. Es entstand um 1890, wobei Pferdefiguren damals von einem um 1860 gebauten anderen Ringelspiel übernommen wurden. Zwei Autos stammen ebenfalls aus der Zeit um 1890, eine Straßenbahn ist aus der Zwischenkriegszeit. Das Ringelspiel befindet sich in einem achteckigen hölzernen Gebäude mit Zeltdach. | BDA-Hist.: Q37997843 Status: Bescheid Stand der BDA-Liste: 2025-06-30 Name: Ringelspiel im Böhmischen Prater GstNr.: 579/2 Ringelspiel, Böhmischer Prater |
| ja   | Datei hochladen | Kindertagesheim HERIS-ID: 65199 Objekt-ID: 78017                                                                                                  | Laimäckergasse 18 Standort KG: Favoriten                                                      | Der Bau wurde 1910–1914 als Schule errichtet. An der Fassade finden sich Bauplastiken eines Knaben und eines Mädchen sowie Reliefs zu den Themen Arbeit und Spiel. | BDA-Hist.: Q38109580 Status: § 2a Stand der BDA-Liste: 2025-06-30 Name: Kindertagesheim GstNr.: 1366/64 Kindertagesheim, Laimäckergasse 18, Vienna |
| ja   | Datei hochladen | Ehemaliges Arbeiterheim Favoriten HERIS-ID: 41054 Objekt-ID: 41420                                                                                | Laxenburger Straße 8-10 Standort KG: Favoriten                                                | Das ehemalige Arbeiterheim Favoriten wurde 1902 nach Plänen von Hubert Gessner erbaut und 1912 erweitert. Es ist ein bemerkenswertes Zeugnis der Jugendstil-Architektur in Favoriten. Das Gebäude war ein wichtiges Zentrum der Wiener Sozialdemokratie. | BDA-Hist.: Q627143 Status: Bescheid Stand der BDA-Liste: 2025-06-30 Name: Ehemaliges Arbeiterheim Favoriten GstNr.: 2039/2, 2039/1 Hotel Favorita |
| ja   | Datei hochladen | Mosaik Ziegelarbeiterinnen HERIS-ID: 71471 Objekt-ID: 84660                                                                                       | Laxenburger Straße 12 Standort KG: Favoriten                                                  | Das großflächige Mosaik an der Fassade eines Wohnhauses wurde 1955 von Rudolf Pleban geschaffen. | BDA-Hist.: Q38127738 Status: § 2a Stand der BDA-Liste: 2025-06-30 Name: Mosaik Ziegelarbeiterinnen GstNr.: 2146/1 |
| ja   | Datei hochladen | Bezirksamt HERIS-ID: 47979 Objekt-ID: 51353 | Laxenburger Straße 43-47, ungerade Nummern Standort KG: Favoriten                             | Das Magistratische Bezirksamt wurde ab 1871 von der Hochbauabteilung des Wiener Stadtbauamtes unter Leitung von Friedrich Paul und Josef Pürzl errichtet. Es ist im späthistoristischen Stil in Sichtziegelbauweise erbaut. Anmerkung: Identadressen Gudrunstraße 128–130, Keplergasse 11, Keplerplatz 5, 6 | BDA-Hist.: Q38028666 Status: § 2a Stand der BDA-Liste: 2025-06-30 Name: Bezirksamt GstNr.: 378, 375 Magistratisches Bezirksamt Favoriten |
| ja   | Datei hochladen | Zürcher Hof HERIS-ID: 47983 Objekt-ID: 51357 Wiener Wohnen: 121                                                                                   | Laxenburger Straße 49-57, unger. Nr. Standort KG: Favoriten                                   | Die städtische Wohnhausanlage wurde 1928 von Emil Hoppe und Otto Schönthal errichtet. Die Anlage ist um einen großen Innenhof herum angelegt, umfasst 223 Wohnungen und besitzt einen niederen Torbau mit einem großformatigen keramischen Fries der Arbeit von Siegfried Charoux aus dem Jahr 1930. | BDA-Hist.: Q38028700 Status: § 2a Stand der BDA-Liste: 2025-06-30 Name: Zürcher Hof GstNr.: 580 Zürcher-Hof |
| ja   | Datei hochladen | Wohnhausanlage der Gemeinde Wien HERIS-ID: 71463 Objekt-ID: 84651 Wiener Wohnen: 745                                                              | Laxenburger Straße 92 Standort KG: Inzersdorf Stadt                                           | Die städtische Wohnhausanlage wurde 1931–1932 nach Plänen von Josef Hahn errichtet. Sie umfasst 67 Wohnungen. | BDA-Hist.: Q38127678 Status: § 2a Stand der BDA-Liste: 2025-06-30 Name: Wohnhausanlage der Gemeinde Wien GstNr.: 838/14 |
| ja   | Datei hochladen | Wohnhausanlage der Gemeinde Wien HERIS-ID: 71462 Objekt-ID: 84650 Wiener Wohnen: 123                                                              | Laxenburger Straße 94 Standort KG: Inzersdorf Stadt                                           | Der Anton-Hölzl-Hof entstand 1931–1932 nach Plänen von Josef Hoffmann um einen großen Innenhof herum. Die Anlage umfasst 346 Wohnungen. Im Hof befindet sich die Steinplastik Figurale Gruppe von Otto Fenzl aus dem Jahr 1931, an der Außenfassade ein Steinrelief eines unbekannten Künstlers, das arbeitende Männer zeigt. | BDA-Hist.: Q38127671 Status: § 2a Stand der BDA-Liste: 2025-06-30 Name: Wohnhausanlage der Gemeinde Wien GstNr.: 838/29 Anton-Hölzl-Hof |
| ja   | Datei hochladen | Maria-und-Rudolf-Fischer-Hof HERIS-ID: 48029 Objekt-ID: 51410 Wiener Wohnen: 124                                                                  | Laxenburger Straße 98 Standort KG: Inzersdorf Stadt                                           | Die städtische Wohnhausanlage mit 133 Wohnungen um einen großen Innenhof wurde 1931–1932 nach Plänen von Konstantin Peller errichtet. Eine Gedenktafel erinnert an die kommunistischen Widerstandskämpfer Maria und Rudolf Fischer. | BDA-Hist.: Q38028952 Status: § 2a Stand der BDA-Liste: 2025-06-30 Name: Maria und Rudolf Fischer-Hof GstNr.: 838/6 Wohnhausanlage Maria- und Rudolf-Fischer-Hof |
| ja   | Datei hochladen | Sgraffito-Wandbild und Figur Kälbchen HERIS-ID: 48030 Objekt-ID: 51411                                                                            | Laxenburger Straße 100 Standort KG: Inzersdorf Stadt                                          | Das Sgraffito Vögel und Pflanzen wurde 1957 von Brunhilde Bichler-Dreher geschaffen, die Skulptur Kalb aus dem Jahr 1959 stammt von Gabriele Waldert. | BDA-Hist.: Q38028962 Status: § 2a Stand der BDA-Liste: 2025-06-30 Name: Sgraffito-Wandbild und Figur Kälbchen GstNr.: 835/23, 835/29 Sgraffito-Wandbild und Figur Kälbchen |
| ja   | Datei hochladen | Krankenkasse der Wiener Verkehrsbetriebe HERIS-ID: 71589 Objekt-ID: 84781                                                                         | Leebgasse 17, 17a Standort KG: Favoriten                                                      | Der langgestreckte Verwaltungsbau aus der Zeit des Ersten Weltkrieges besitzt sparsamen Dekor in der Art der Wiener Werkstätte. Über den beiden Portalen befinden sich Giebelreliefs, die auf Schnecke und Schildkröte reitende Puttos zeigen. | BDA-Hist.: Q38127908 Status: § 2a Stand der BDA-Liste: 2025-06-30 Name: Krankenkasse der Wiener Verkehrsbetriebe GstNr.: 1674/1 |
| ja   | Datei hochladen | Gut Rothneusiedl HERIS-ID: 41055 Objekt-ID: 41421                                                                                                 | Liesingbachstraße 203-205, unger. Nr. Standort KG: Rothneusiedl                               | Der ehemalige Gutshof stammt im Kern aus der zweiten Hälfte des 17. Jahrhunderts. Die beiden Gebäudeteile werden durch den Torbau mit Rundbogentor verbunden. | BDA-Hist.: Q37997875 Status: Bescheid Stand der BDA-Liste: 2025-06-30 Name: Gut Rothneusiedl GstNr.: 197/2 |
| ja   | Datei hochladen | Maximilianäischer Probeturm HERIS-ID: 60103 Objekt-ID: 71981                                                                                      | Mittlere Scheibe bei Himberger Straße 202 Standort KG: Oberlaa Land                           | Erzherzog Maximilian d’Este ließ 1858–1861 einen Beschussturm errichten, von dem heute nur mehr rudimentäre Reste erhalten sind. | BDA-Hist.: Q38090167 Status: Bescheid Stand der BDA-Liste: 2025-06-30 Name: Maximilianäischer Probeturm GstNr.: 524/1, 524/2 Maximilianäischer Probeturm |
| ja   | Datei hochladen | Kommunaler Wohnbau HERIS-ID: 47958 Objekt-ID: 51329 Wiener Wohnen: 750                                                                            | Mundygasse 1 Standort KG: Favoriten                                                           | Die städtische Wohnhausanlage wurde 1932–1933 nach Plänen von Paul Gütl errichtet. Es handelt sich um eine Blockrandverbauung in funktionalistischen Formen. Der Bau umfasst 130 Wohnungen. 1951 wurde an der Fassade ein Sgraffito Häuserbauer und Häusererhalter von Fritz Windhager angebracht. | BDA-Hist.: Q38028541 Status: Bescheid Stand der BDA-Liste: 2025-06-30 Name: Kommunaler Wohnbau GstNr.: 1366/25, 1366/26 Wohnhausanlage Mundygasse 1 |
| ja   | Datei hochladen | Jean-Jaurès-Hof HERIS-ID: 48028 Objekt-ID: 51409 Wiener Wohnen: 119                                                                               | Neilreichgasse 105 Standort KG: Inzersdorf Stadt                                              | Die städtische Wohnhausanlage in Blockrandverbauung um zwei gleich große Innenhöfe wurde 1925–1926 nach Plänen von Walter Broßmann und Alfred Keller errichtet. Der reich gegliederte Gemeindebau umfasst 389 Wohnungen. | BDA-Hist.: Q1684936 Status: § 2a Stand der BDA-Liste: 2025-06-30 Name: Jean-Jaurès-Hof GstNr.: 832/2 Jean-Jaurès-Hof |
| ja   | Datei hochladen | Schule HERIS-ID: 48053 Objekt-ID: 51438 | Ober-Laaer-Platz 1 Standort KG: Oberlaa Land                                                  | Diese Volksschule wurde 1873 nach Eingliederung einzelner Ortsteile ins Wiener Gemeindegebiet errichtet und gilt als erste Volksschule in Favoriten. | BDA-Hist.: Q38029061 Status: § 2a Stand der BDA-Liste: 2025-06-30 Name: Schule GstNr.: 24 |
| ja   | Datei hochladen | Bürgerhaus HERIS-ID: 41056 Objekt-ID: 41422 | Ober-Laaer Platz 2 Standort KG: Oberlaa Land                                                  | Das Bürgerhaus stammt im Kern aus dem 17. Jahrhundert. An der Front mit ihrem barocken Volutengiebel befindet sich eine Nische mit Madonnenfigur vom Ende des 17./Anfang des 18. Jahrhunderts. Die Fassade wurde im 3. Drittel des 19. Jahrhunderts verändert. | BDA-Hist.: Q37997885 Status: Bescheid Stand der BDA-Liste: 2025-06-30 Name: Bürgerhaus GstNr.: 196/2 Bürgerhaus, Ober-Laaer Platz 2, Vienna |
| ja   | Datei hochladen | Pfarrhof HERIS-ID: 48054 Objekt-ID: 51439 | Ober-Laaer Platz 3 Standort KG: Oberlaa Land                                                  | Der aus zwei Häusern bestehende Pfarrhof der Oberlaaer Pfarrkirche stammt im Kern aus dem 17. Jahrhundert und wurde im 18. Jahrhundert umgebaut, u. a. mit Fassadenbemalung. | BDA-Hist.: Q38029071 Status: § 2a Stand der BDA-Liste: 2025-06-30 Name: Pfarrhof GstNr.: 190 Pfarrhof Oberlaa, Vienna |
| ja   | Datei hochladen | Kriegerdenkmal HERIS-ID: 71464 Objekt-ID: 84652                                                                                                   | neben Ober-Laaer Platz 9 Standort KG: Oberlaa Land                                            | Das Kriegerdenkmal wurde von Heinrich Scholz nach Entwurf von Ladewig 1924 ausgeführt. Es besteht aus einer großen Soldatenfigur zwischen zwei Steinquadern mit den Namen der Gefallenen Oberlaas im Ersten Weltkrieg. | BDA-Hist.: Q38127690 Status: § 2a Stand der BDA-Liste: 2025-06-30 Name: Kriegerdenkmal GstNr.: 28 Oberlaa War Memorial |
| ja   | Datei hochladen | Figur hl. Johannes Nepomuk HERIS-ID: 71466 Objekt-ID: 84654 Wien Kulturgut: 45155                                                                 | bei Ober-Laaer Platz 9 Standort KG: Oberlaa Land                                              | Die Figur des hl. Johannes Nepomuk entstand 1754 und befand sich ursprünglich an der ehemaligen Himberger Landstraße. | BDA-Hist.: Q38127701 Status: § 2a Stand der BDA-Liste: 2025-06-30 Name: Figur hl. Johannes Nepomuk GstNr.: 2372/3 John of Nepomuk, Ober-Laaer Platz, Vienna |
| ja   | Datei hochladen | Katholische Pfarrkirche hl. Ägydius HERIS-ID: 48055 Objekt-ID: 51440                                                                              | Ober-Laaer Platz 9 Standort KG: Oberlaa Land                                                  | Die Oberlaaer Pfarrkirche wurde in ihrer heutigen Form 1744–1746 nach Plänen von Mathias Gerl im Barockstil errichtet. Die Fassade wird vom Glockenturm mit Zwiebelhelm dominiert, die Ausstattung im Inneren stammt ebenfalls aus dem 18. Jahrhundert. | BDA-Hist.: Q2082866 Status: § 2a Stand der BDA-Liste: 2025-06-30 Name: Katholische Pfarrkirche hl. Ägydius GstNr.: 25/1 Pfarrkirche Oberlaa |
| ja   | Datei hochladen | Mosaikpfeiler HERIS-ID: 48002 Objekt-ID: 51380 Wien Kulturgut: 41545                                                                              | Pernerstorfergasse 60, 60a Standort KG: Favoriten                                             | Der Mosaikpfeiler wurde 1953 von Karl Hauk geschaffen. Die vier Seiten sind den Themen Spielen, Lernen, Einander Helfen und Das Leben bejahen gewidmet. | BDA-Hist.: Q38028830 Status: § 2a Stand der BDA-Liste: 2025-06-30 Name: Mosaikpfeiler GstNr.: 1689/2 Mosaikpfeiler "Spielen - Lernen - Einander Helfen - Das Leben Bejahen" |
| ja   | Datei hochladen | Bundeshandelsakademie und Bundeshandelsschule (Altbau) HERIS-ID: 56720 Objekt-ID: 66268                                                           | Pernerstorfergasse 79-81, ungerade Nummern Standort KG: Favoriten                             | Die ehemalige Bundesgewerbeschule für Maschinenbau und Elektrotechnik wurde 1888 errichtet und 1893 und 1906 erweitert. Es handelt sich um einen strenghistoristischen Sichtziegelbau. | BDA-Hist.: Q19835861 Status: § 2a Stand der BDA-Liste: 2025-06-30 Name: Bundeshandelsakademie und Bundeshandelsschule (Altbau) GstNr.: 1822, 1823 |
| ja   | Datei hochladen | Evang. Pfarrkirche A. B. Thomaskirche, Pfarrzentrum A. B. HERIS-ID: 48047 Objekt-ID: 51432                                                        | Pichelmayergasse 2 Standort KG: Inzersdorf Stadt                                              | Das Evangelische Gemeindezentrum mit der Thomaskirche wurde 1976–1977 nach Plänen von Karl Schwanzer und Gerhard Krampf errichtet. Seit 1983 ist sie Pfarrkirche. | BDA-Hist.: Q38029039 Status: § 2a Stand der BDA-Liste: 2025-06-30 Name: Evang. Pfarrkirche A. B. Thomaskirche, Pfarrzentrum A. B. GstNr.: 1060/4 Evangelische Thomaskirche Wien-Favoriten |
| ja   | Datei hochladen | Skulptur Knabe mit Schafen HERIS-ID: 73205 Objekt-ID: 86492 Wien Kulturgut: 41136                                                                 | Puchsbaumgasse 3 Standort KG: Favoriten                                                       | Die Natursteinskulptur Hirte mit Schafen wurde 1958 von Franz Barwig dem Jüngeren geschaffen. | BDA-Hist.: Q38132162 Status: § 2a Stand der BDA-Liste: 2025-06-30 Name: Skulptur Knabe mit Schafen GstNr.: 1421/91 Hirte mit zwei Schafen by Franz Barwig the Younger |
| ja   | Datei hochladen | Wohnhaus der Gemeinde Wien HERIS-ID: 47969 Objekt-ID: 51342 Wiener Wohnen: 734                                                                    | Puchsbaumgasse 11-13 Standort KG: Favoriten                                                   | Die städtische Wohnhausanlage wurde 1929 nach Plänen von Eugen Rudolf Heger errichtet. | BDA-Hist.: Q38028596 Status: § 2a Stand der BDA-Liste: 2025-06-30 Name: Wohnhaus der Gemeinde Wien GstNr.: 1421/54 |
| ja   | Datei hochladen | WC-Anlage HERIS-ID: 71470 Objekt-ID: 84659 | Puchsbaumplatz Standort KG: Favoriten                                                         | An der Seite zur Puchsbaumgasse befindet sich ein historisches Pissoir der Firma Wilhelm Beetz. | BDA-Hist.: Q38127719 Status: § 2a Stand der BDA-Liste: 2025-06-30 Name: WC-Anlage GstNr.: 1421/99 |
| ja   | Datei hochladen | Katholische Filialkirche zur Hl. Familie HERIS-ID: 47966 Objekt-ID: 51339                                                                         | Puchsbaumplatz 9 Standort KG: Favoriten                                                       | Die Kirche entstand 1965–1966 nach Plänen von Clemens Holzmeister. Sie besitzt einen ungewöhnlich hohen Kirchturm. Im Inneren befindet sich ein Altarmosaik von Carl Unger. | BDA-Hist.: Q18574998 Status: § 2a Stand der BDA-Liste: 2025-06-30 Name: Katholische Pfarrkirche zur Hl. Familie GstNr.: 1421/195 Pfarrkirche zur heiligen Familie, Favoriten |
| ja   | Datei hochladen | Quarinhof HERIS-ID: 48011 Objekt-ID: 51391 Wiener Wohnen: 116                                                                                     | Quaringasse 16 Standort KG: Inzersdorf Stadt                                                  | Die städtische Wohnhausanlage wurde 1924–1925 nach Plänen von Hans Jaksch und Siegfried Theiss errichtet. Sie ist als dreiseitige Blockrandverbauung mit 124 Wohnungen gestaltet. Am niedrigeren Torbau befinden sich vier keramische Reliefs von Ferdinand Opitz, die Mütter und Kinder darstellen. | BDA-Hist.: Q2122303 Status: § 2a Stand der BDA-Liste: 2025-06-30 Name: Quarinhof GstNr.: 781/21 Quarinhof |
| ja   | Datei hochladen | Wohnhausanlage der Gemeinde Wien HERIS-ID: 47960 Objekt-ID: 51331 Wiener Wohnen: 329                                                              | Quellenstraße 24A Standort KG: Favoriten                                                      | Die städtische Wohnhausanlage wurde 1928–1929 nach Plänen von Max Hans Joli errichtet. Der Bau in Blockrandverbauung um einen großen Innenhof umfasst 176 Wohnungen. Anmerkung: Identadressen Chiarigasse 1-3, Laimäckergasse 12-20, Wilczekgasse 9-11 | BDA-Hist.: Q38028560 Status: § 2a Stand der BDA-Liste: 2025-06-30 Name: Wohnhausanlage der Gemeinde Wien GstNr.: 1366/65, 1366/64 |
| ja   | Datei hochladen | Hueber-Hof HERIS-ID: 47961 Objekt-ID: 51332 Wiener Wohnen: 122                                                                                    | Quellenstraße 24B Standort KG: Favoriten                                                      | Die städtische Wohnhausanlage wurde 1930–1931 nach Plänen der Architekten Alfred Chalousch und Heinrich Schopper. Der Bau in Blockrandverbauung um einen sehr weitläufigen Innenhof, in dem weitere drei Gebäude stehen, umfasst 475 Wohnungen. Hinter der Einfahrt liegt ein Denkmal mit Porträtbüste für Anton Hueber von Mario Petrucci aus dem Jahr 1953. | BDA-Hist.: Q1533504 Status: § 2a Stand der BDA-Liste: 2025-06-30 Name: Hueberhof GstNr.: 1366/86, 1366/92 Hueber-Hof |
| ja   | Datei hochladen | Schule des Waldklosters HERIS-ID: 75935 Objekt-ID: 89463                                                                                          | Quellenstraße 87 Standort KG: Favoriten                                                       | Das Schulhaus des Waldklosters wurde 1891 errichtet. Es besitzt gotisierenden Dekor und eine Madonnenfigur in einer Ädikulanische an der Fassade. | BDA-Hist.: Q38141497 Status: § 2a Stand der BDA-Liste: 2025-06-30 Name: Schule des Waldklosters GstNr.: 1269/2 |
| ja   | Datei hochladen | Wohnhauskomplex HERIS-ID: 47997 Objekt-ID: 51374                                                                                                  | Quellenstraße 134–136, 138–140, gerade Nummern Standort KG: Favoriten                         | Die beiden Wohnhausblöcke wurden 1914–1915 nach Plänen von Adolf Oberländer für die städtischen Straßenbahnen errichtet. Sie stellen eine Vorstufe für die späteren Gemeindebauten der Zwischenkriegszeit dar. Anmerkung: Identadressen Fernkorngasse 28–32, Sonnleithnergasse 29–31 | BDA-Hist.: Q38028783 Status: Bescheid Stand der BDA-Liste: 2025-06-30 Name: Wohnhauskomplex GstNr.: 1888/8, 1888/20, 1888/22, 1888/23 |
| ja   | Datei hochladen | Schule HERIS-ID: 47998 Objekt-ID: 51375 | Quellenstraße 142 Standort KG: Favoriten                                                      | Die Schule wurde 1903 als freistehender Ständerbau mit einem angrenzenden Schulgarten errichtet und die Fassade zeigt ein reiches secessionistisches Reliefdekor im Stil der Wiener Secession. Anmerkung: Identadresse Bernhardtstalgasse 19 | BDA-Hist.: Q19971524 Status: § 2a Stand der BDA-Liste: 2025-06-30 Name: Schule GstNr.: 2766 |
| ja   | Datei hochladen | Ehemalige Maschinenfabrik H. R. Gläser HERIS-ID: 45818 Objekt-ID: 47271                                                                           | Quellenstraße 149 Standort KG: Favoriten                                                      | Das einheitlich wirkende Industriedenkmal entstand in Etappen: 1888–1889 baute Oskar Laske senior die Werkshalle, 1904 folgte das Wohnhaus und 1909 das Bürogebäude. | BDA-Hist.: Q38017655 Status: Bescheid Stand der BDA-Liste: 2025-06-30 Name: Ehemalige Maschinenfabrik H. R. Gläser GstNr.: 2664 Maschinenfabrik Gläser |
| ja   | Datei hochladen | Pfarrhof hl. Maria HERIS-ID: 75936 Objekt-ID: 89464                                                                                               | Quellenstraße 197 Standort KG: Inzersdorf Stadt                                               | Das Pfarr- und Wohnhaus der Pallottiner entstand wie die benachbarte Friedenskirche 1934–1935 nach Plänen von Robert Kramreiter und Leo Schmoll. | BDA-Hist.: Q38141524 Status: § 2a Stand der BDA-Liste: 2025-06-30 Name: Pfarrhof hl. Maria GstNr.: 818/157 |
| ja   | Datei hochladen | Johann-Mithlinger-Siedlung, sogenannte Rasenstadt HERIS-ID: 48033 Objekt-ID: 51415 Wiener Wohnen: 129                                             | Raxstraße 7–19, 19a, unger. Nr. Standort KG: Inzersdorf Stadt                                 | Die großflächige städtische Wohnsiedlung wurde 1929–1931 nach Plänen von Karl Schmalhofer erbaut. Die 24 Wohnhäuser umfassen insgesamt 990 Wohnungen. Um 1940 wurden 16 Märchenbilder aus Terrakotta von verschiedenen Künstlern an den Außenfassaden angebracht. | BDA-Hist.: Q1692171 Status: § 2a Stand der BDA-Liste: 2025-06-30 Name: Johann-Mithlinger-Siedlung, sog. Rasenstadt GstNr.: 773/1, 773/2, 773/3 Johann-Mithlinger-Siedlung |
| ja   | Datei hochladen | Mosaik Familie, Sgraffito Lebensbaum HERIS-ID: 47975 Objekt-ID: 51349                                                                             | Rechberggasse 16-20, ger. Nr. Standort KG: Favoriten                                          | An der Fassade einer städtischen Wohnhausanlage aus dem Jahre 1953–1955 befindet sich das Mosaik Familie von Marianne Fieglhuber-Gutscher und das Sgraffito Lebensbaum von Susanne Peschke-Schmutzer, beide entstanden 1956. | BDA-Hist.: Q38028635 Status: § 2a Stand der BDA-Liste: 2025-06-30 Name: Mosaik Familie, Sgraffito Lebensbaum GstNr.: 934/82 Wohnhausanlage Rechberggasse 16-20 |
| ja   | Datei hochladen | Wohnhausanlage der Gemeinde Wien HERIS-ID: 73492 Objekt-ID: 86783 Wiener Wohnen: 739                                                              | Reichenbachgasse 8 Standort KG: Inzersdorf Stadt                                              | Die nach dem Zweiten Weltkrieg in Margarethe-Hilferding-Hof benannte städtische Wohnhausanlage wurde 1928–1929 nach Plänen von Franz Zabza errichtet. Die 107 Wohneinheiten umfassende U-förmige Anlage erinnert in ihrer repräsentativen Gestaltung an die Münchner Bauschule. Im zur Leebgasse offenen Innenhof befindet sich die Plastik eines auf einer Schnecke reitenden Knaben von Hugo Taglang aus dem Jahr 1931. | BDA-Hist.: Q38132741 Status: § 2a Stand der BDA-Liste: 2025-06-30 Name: Wohnhausanlage der Gemeinde Wien GstNr.: 837/56 Margarethe-Hilfinger-Hof |
| ja   | Datei hochladen | Denkmal gegen den Faschismus HERIS-ID: 73212 Objekt-ID: 86499 Wien Kulturgut: 71716                                                               | Reumannplatz Standort KG: Favoriten                                                           | Das Mahnmal für die Opfer des Faschismus wurde 1981 von Heinrich Sussmann geschaffen. Es verzeichnet die Stätten an denen zwischen 1934 und 1945 Menschen aus Favoriten Opfer des Faschismus wurden. | BDA-Hist.: Q38132183 Status: § 2a Stand der BDA-Liste: 2025-06-30 Name: Denkmal gegen den Faschismus GstNr.: 901/2 Denkmal für die Opfer des Faschismus, Reumannplatz Wien |
| ja   | Datei hochladen | Amalienbad HERIS-ID: 45302 Objekt-ID: 46564 | Reumannplatz 23 Standort KG: Favoriten                                                        | Das Amalienbad wurde 1923–1926 nach Plänen von Karl Schmalhofer und Otto Nadel errichtet. | BDA-Hist.: Q453248 Status: Bescheid Stand der BDA-Liste: 2025-06-30 Name: Amalienbad GstNr.: 1233/1 Amalienbad |
| ja   | Datei hochladen | Fieberkapelle HERIS-ID: 65745 Objekt-ID: 78610 Wien Kulturgut: 45170seit 2013                                                                     | Rosiwalgasse (südlich davon: verlängerte Poestiongasse nach Westen) Standort KG: Rothneusiedl | Die barocke Kapelle auf dreiseitigem Grundriss mit reich profiliertem Dachgesims ist auf allen Seiten mit Lisenen und Blendarkaden gegliedert. Im Inneren befindet sich eine Immaculata-Figur. | BDA-Hist.: Q33129195 Status: Bescheid Stand der BDA-Liste: 2025-06-30 Name: Fieberkapelle GstNr.: 113 Fieberkreuzkapelle, Rothneusiedl |
| ja   | Datei hochladen | Salvatorianerkloster mit Pfarrkirche zu den hll. Aposteln HERIS-ID: 47990 Objekt-ID: 51367                                                        | Salvatorianerplatz 1 Standort KG: Inzersdorf Stadt                                            | Salvatorianerkloster und -kirche wurden 1901 zunächst als Provisorium errichtet, da am Standort ein größerer Kirchenbau geplant war. Dazu kam es nie. 1937 wurde die Kirche zur Pfarrkirche erhoben und mit einem Glockenturm ergänzt. | BDA-Hist.: Q2215775 Status: § 2a Stand der BDA-Liste: 2025-06-30 Name: Salvatorianerkloster mit Pfarrkirche zu den hll. Aposteln GstNr.: 849/1, 849/22 Salvatorianerkirche zu den hl. Aposteln |
| ja   | Datei hochladen | Kreuzwegstation HERIS-ID: 73291 Objekt-ID: 86578 Wien Kulturgut: 45159                                                                            | bei Scheunenstraße 2 Standort KG: Unterlaa                                                    | Die spätbarocke Wegkapelle am Pilgerweg nach Maria Lanzendorf wurde 1774 errichtet. Anstelle des Originalbildes, das sich im Bezirksmuseum Favoriten befindet, ist ein modernes Ölbergmosaik zu sehen. | BDA-Hist.: Q33231166 Status: § 2a Stand der BDA-Liste: 2025-06-30 Name: Kreuzwegstation GstNr.: 148/1 Kreuzwegstation Unterlaa |
| ja   | Datei hochladen | Wohnhaus der Gemeinde Wien HERIS-ID: 73293 Objekt-ID: 86580 Wiener Wohnen: 741                                                                    | Schrankenberggasse 22 Standort KG: Favoriten                                                  | Der kleine funktionalistische Gemeindebau wurde 1929 nach Plänen von Josef Berger errichtet. Das Wohnhaus umfasst 13 Wohnungen. | BDA-Hist.: Q38132365 Status: Bescheid Stand der BDA-Liste: 2025-06-30 Name: Wohnhaus der Gemeinde Wien GstNr.: 1421/58 |
| ja   | Datei hochladen | Schule HERIS-ID: 73498 Objekt-ID: 86789 | Schrankenberggasse 32 Standort KG: Favoriten                                                  | Das Schulgebäude mit späthistoristisch-secessionistischem Dekor wurde 1903 errichtet. | BDA-Hist.: Q38132769 Status: § 2a Stand der BDA-Liste: 2025-06-30 Name: Schule GstNr.: 1453/2 |
| ja   | Datei hochladen | Feuerwache Favoriten HERIS-ID: 48065 Objekt-ID: 51451                                                                                             | Sonnwendgasse 14 Standort KG: Favoriten                                                       | Das ehemalige Wohngebäude der Hauptfeuerwache Favoriten wurde 1909 in Sichtziegelbauweise errichtet. | BDA-Hist.: Q1589445 Status: § 2a Stand der BDA-Liste: 2025-06-30 Name: Feuerwache Favoriten GstNr.: 201/2 Hauptfeuerwache Favoriten |
| ja   | Datei hochladen | Syrisch-Orthodoxe Kirche, Ehem. Kath. Pfarr- und Karmeliterkirche HERIS-ID: 48032 Objekt-ID: 51413                                                | Stefan-Fadinger-Platz 1 Standort KG: Inzersdorf Stadt                                         | Die weithin sichtbare Kirche an der Kante des Wienerberges wurde ab 1928 anstelle einer abgebrannten Notkirche nach Plänen von Hans Prutscher errichtet und erst 1942 vollendet. Sie war nach Plecniks wegweisender Pfarrkirche auf der Schmelz (1911) die zweite „Betonkirche“ in Wien. Am 21. Februar 1945 wurde sie durch Fliegerbomben weitgehend zerstört (mit 140 Todesopfern). Nach Kriegsende erfolgte der Wiederaufbau, so dass nach der Wiederherstellung von Kuppel und Dach (1950) die Unterkirche 1951 geweiht werden konnte. Die ab 1957 begonnene Wiederherstellung der Oberkirche und der Bau des Turmes erfolgte stark verändert nach Plänen von Helene Koller-Buchwieser und mit der Glockenweihe am 15. Mai 1966 wurde der Wiederaufbau abgeschlossen. Nachdem die Karmeliter sich bereits 2003 zurückzogen und daher die Kirche den Status einer Klosterkirche verlor, erfolgte mit Jahresende 2014 die Übergabe des Gotteshauses mit Klostergebäude und Garten wegen abnehmender Anzahl an Gläubigen, Priestermangels und zu hoher Kosten an die aufstrebende syrisch-orthodoxe Metropolie. | BDA-Hist.: Q2082796 Status: § 2a Stand der BDA-Liste: 2025-06-30 Name: Syrisch-Orthodoxe Kirche, Ehem. Kath. Pfarr- und Karmeliterkirche GstNr.: 776/3 Maria vom Berge Karmel |
| ja   | Datei hochladen | Karmeliterkloster HERIS-ID: 41063 Objekt-ID: 41429                                                                                                | Stefan-Fadinger-Platz 1, 2 Standort KG: Inzersdorf Stadt                                      | Das Karmeliterkloster ist eines der seltenen Beispiele eines Klosterbaus aus der Zwischenkriegszeit. Auf dem um 1930 errichteten kubischen Gebäude befindet sich ein polychromiertes Fassadenrelief einer Madonna. | BDA-Hist.: Q37997895 Status: Bescheid Stand der BDA-Liste: 2025-06-30 Name: KarmeliterInnenkloster GstNr.: 776/3 |
| ja   | Datei hochladen | Wohnhausanlage der Gemeinde Wien HERIS-ID: 73497 Objekt-ID: 86788 Wiener Wohnen: 752                                                              | Stefan-Fadinger-Platz 3–7, alle Nr. Standort KG: Inzersdorf Stadt                             | Die städtische Wohnhausanlage wurde 1931–1933 nach Plänen von Johann Flieger errichtet. Die sechs Doppelhäuser umfassen zusammen 260 Wohnungen. | BDA-Hist.: Q38132758 Status: Bescheid Stand der BDA-Liste: 2025-06-30 Name: Wohnhausanlage der Gemeinde Wien GstNr.: 776/2, 776/6 |
| ja   | Datei hochladen | Per-Albin-Hansson-Siedlung/West (Teilbereich) HERIS-ID: 48061 Objekt-ID: 51446 Wiener Wohnen: 54                                                  | Stockholmer Platz 1-18, alle Nr. Standort KG: Inzersdorf Stadt                                | Die städtische Wohnsiedlung wurde zwischen 1947 und 1955 nach Plänen der Architekten Friedrich Pangratz, Franz Schuster, Stephan Simony und Eugen Wörle errichtet. Die nach dem Konzept der Rasenstadt gestaltete Siedlung mit ein- und zweistöckigen Häusern ähnelt sehr der benachbarten Siedlung Wienerfeld Ost, die noch während des Krieges entstanden ist. | BDA-Hist.: Q38029109 Status: § 2a Stand der BDA-Liste: 2025-06-30 Name: Per-Albin-Hansson Siedlung/West (Teilbereich) GstNr.: 1906/203, 1906/149, 1906/206, 1906/79, 1906/194 Per-Albin-Hansson-Siedlung West |
| ja   | Datei hochladen | Wohnhausanlage Am Laaer Berg HERIS-ID: 48050 Objekt-ID: 51435 Wiener Wohnen: 125                                                                  | Theodor-Sickel-Gasse 14 Standort KG: Oberlaa Stadt                                            | Die städtische Wohnhausanlage vom Typus Rasenstadt wurde 1930–1931 nach Plänen von Karl Schmalhofer errichtet. | BDA-Hist.: Q38029050 Status: § 2a Stand der BDA-Liste: 2025-06-30 Name: Wohnhausanlage Am Laaer Berg GstNr.: 1527/126, 1527/127, 1527/128, 1527/129, 1527/130, 1527/131, 1527/101, 1527/124, 1527/125, 1527/140 |
| ja   | Datei hochladen | Evangelische Pfarrkirche A.B., Christuskirche mit Nebengebäuden HERIS-ID: 48007 Objekt-ID: 51387                                                  | Triester Straße 1 Standort KG: Favoriten                                                      | Die Christuskirche entstand 1858–1860 als evangelische Friedhofskapelle im historistischen Stil nach Plänen von Theophil von Hansen. | BDA-Hist.: Q38207826 Status: § 2a Stand der BDA-Liste: 2025-06-30 Name: Evang. Pfarrkirche A.B., Christuskirche, mit Nebengebäuden GstNr.: 1891, 1892, 1893 Christuskirche, Vienna |
| ja   | Datei hochladen | Kommunaler Wohnbau HERIS-ID: 73298 Objekt-ID: 86585 Wiener Wohnen: 742                                                                            | Triester Straße 51-53 Standort KG: Favoriten                                                  | Die städtische Wohnhausanlage wurde 1929 nach Plänen von Johann Franz Würzl errichtet. Sie umfasst 37 Wohnungen. | BDA-Hist.: Q38132384 Status: § 2a Stand der BDA-Liste: 2025-06-30 Name: Kommunaler Wohnbau GstNr.: 2080/41 Wohnhausanlage Triester Straße 51-53 |
| ja   | Datei hochladen | Bildstock Spinnerin am Kreuz HERIS-ID: 73302 Objekt-ID: 86590 Wien Kulturgut: 45166                                                               | vor Triester Straße 52 Standort KG: Favoriten                                                 | Die spätgotische Bildsäule am Scheitelpunkt des Wienerberges stellte die Grenze der Gerichtsbarkeit Wiens dar und wurde 1451–1452 von Hans Puchsbaum errichtet. Die 16 Meter hohe Säule besitzt an ihren vier Seiten plastische Darstellungen der Passion Christi, deren Originale heute im Bezirksmuseum Favoriten aufbewahrt werden. | BDA-Hist.: Q2310880 Status: § 2a Stand der BDA-Liste: 2025-06-30 Name: Bildstock Spinnerin am Kreuz GstNr.: 2123/2 Spinnerin am Kreuz (Vienna) |
| ja   | Datei hochladen | Viktor-Adler-Hof HERIS-ID: 48012 Objekt-ID: 51392 Wiener Wohnen: 117                                                                              | Triester Straße 57–65, unger. Nr. Standort KG: Favoriten                                      | Die städtische Wohnhausanlage wurde 1923–1924 nach Plänen von Engelbert Mang errichtet. Sie umfasst 117 Wohnungen. | BDA-Hist.: Q1478242 Status: § 2a Stand der BDA-Liste: 2025-06-30 Name: Viktor-Adler-Hof GstNr.: 2080/43 Viktor-Adler-Hof |
| ja   | Datei hochladen | Philips-Haus HERIS-ID: 73496 Objekt-ID: 86787 | Triester Straße 64 Standort KG: Inzersdorf Stadt                                              | Der markante, von den zwischen vier Stützen eingespannten tragenden Spannbetonbalken dominierte Baukörper entstand 1962–1964 und 1969–1970 nach Plänen des Architekten Karl Schwanzer. | BDA-Hist.: Q89189051 Status: Bescheid Stand der BDA-Liste: 2025-06-30 Name: Philips-Haus GstNr.: 624/18 Philips-Haus, Wien |
| ja   | Datei hochladen | Wohnhausanlage der Gemeinde Wien HERIS-ID: 48013 Objekt-ID: 51393 Wiener Wohnen: 737                                                              | Triester Straße 75-77 Standort KG: Inzersdorf Stadt                                           | Die städtische Wohnhausanlage wurde 1929 nach Plänen von Karl Fischl errichtet. Am Bau mit 45 Wohnungen fallen die zweigeschoßigen Spitzgiebel und Spitzerker an der abgeschrägten Eckkante zur Windtenstraße auf. | BDA-Hist.: Q38028881 Status: § 2a Stand der BDA-Liste: 2025-06-30 Name: Wohnhausanlage der Gemeinde Wien GstNr.: 781/78 Wohnhausanlage Triester Straße 75-77 |
| ja   | Datei hochladen | Wohnhausanlage der Gemeinde Wien HERIS-ID: 65743 Objekt-ID: 78608 Wiener Wohnen: 751                                                              | Triester Straße 85 Standort KG: Inzersdorf Stadt                                              | Die städtische Wohnhausanlage wurde 1932–1933 nach Plänen von Silvio Mohr und Robert Hartinger errichtet. Sie umfasst 153 Wohnungen in Blockrandbebauung. An der Fassade zur Triester Straße befindet sich ein Fliesenbild mit der Darstellung der Sage von der Spinnerin am Kreuz aus dem Jahr 1938. Anmerkung: Identadressen Altdorferstraße 2–8, Raxstraße 113 | BDA-Hist.: Q38111468 Status: Bescheid Stand der BDA-Liste: 2025-06-30 Name: Wohnhausanlage der Gemeinde Wien GstNr.: 738/12 Wohnhausanlage Triester Straße 85 |
| ja   | Datei hochladen | Volksschule HERIS-ID: 48039 Objekt-ID: 51424 | Triester Straße 114 Standort KG: Inzersdorf Stadt                                             | Die Volksschule wurde 1912–1913 als Sichtziegelbau in spätsecessionistischen Formen errichtet. Das Gebäude erlangte Bekanntheit als Schauplatz der Kabarett-Fernsehserie MA 2412. | BDA-Hist.: Q38028990 Status: § 2a Stand der BDA-Liste: 2025-06-30 Name: Volksschule GstNr.: 575/8 Haus Triester Straße 114 |
| ja   | Datei hochladen | Mosaik Pflanzen und Tiere des Laaerberges HERIS-ID: 47973 Objekt-ID: 51346                                                                        | Troststraße 8–16, ger. Nr. Standort KG: Favoriten                                             | Das Mosaik mit Blumen- und Schmetterlingsmosaiken an der Fassade einer städtischen Wohnhausanlage schuf Sepp Mayrhuber 1955. | BDA-Hist.: Q38028611 Status: § 2a Stand der BDA-Liste: 2025-06-30 Name: Mosaik Pflanzen und Tiere des Laaerberges GstNr.: 934/175 Mosaik "Pflanzen und Tiere des Laaerberges" |
| ja   | Datei hochladen | Liegendes Pferd HERIS-ID: 73303 Objekt-ID: 86591 Wien Kulturgut: 42455                                                                            | Troststraße 18 Standort KG: Favoriten                                                         | Robert Ullmann schuf 1955–1958 die Kunststeinplastik Ruhendes Pferd an der Ecke Troststraße/Wirerstraße. | BDA-Hist.: Q38132421 Status: § 2a Stand der BDA-Liste: 2025-06-30 Name: Liegendes Pferd GstNr.: 934/170 Liegendes Pferd by Robert Ullmann, Troststraße 18 |
| ja   | Datei hochladen | Sgraffito Raben HERIS-ID: 73480 Objekt-ID: 86771                                                                                                  | Troststraße 18 Standort KG: Favoriten                                                         | Das Sgraffito Raben an der Fassade einer städtischen Wohnhausanlage schuf 1956 Kurt Absolon. | BDA-Hist.: Q38132698 Status: § 2a Stand der BDA-Liste: 2025-06-30 Name: Sgraffito Raben GstNr.: 934/170 Raben by Kurt Absolon, Troststraße 18 |
| ja   | Datei hochladen | Kommunaler Wohnbau HERIS-ID: 108684 Objekt-ID: 126181 Wiener Wohnen: 757                                                                          | Troststraße 21–37 Standort KG: Inzersdorf Stadt                                               | Die städtische Wohnhausanlage wurde 1939–1942 nach Plänen von Walter Pind errichtet. Sie umfasst 128 Wohnungen auf 15 Stiegen und ist ein Beispiel des sozialen Wohnbaus in der nationalsozialistischen Zeit. | BDA-Hist.: Q37813231 Status: Bescheid Stand der BDA-Liste: 2025-06-30 Name: Kommunaler Wohnbau GstNr.: 847/44 |
| ja   | Datei hochladen | Mosaik Szenen aus der Geschichte Favoritens HERIS-ID: 64795 Objekt-ID: 77553                                                                      | Troststraße 20–30 Standort KG: Favoriten                                                      | Das 24 Quadratmeter große Mosaik mit Szenen aus der Geschichte Favoritens an der Fassade einer städtischen Wohnhausanlage schuf Arnulf Neuwirth 1954. | BDA-Hist.: Q38108227 Status: § 2a Stand der BDA-Liste: 2025-06-30 Name: Mosaik Szenen aus der Geschichte Favoritens GstNr.: 927/13 |
| ja   | Datei hochladen | Wohnhausanlage der Gemeinde Wien HERIS-ID: 48022 Objekt-ID: 51403 Wiener Wohnen: 726                                                              | Troststraße 64-66 Standort KG: Inzersdorf Stadt                                               | Die städtische Wohnhausanlage wurde 1924–1926 nach Plänen von Alexander Graf und Clemens Kattner errichtet. Das Volkswohnhaus im Stil der Heimatschutzarchitektur umfasst 127 Wohnungen. Über dem Tor befindet sich die Figur eines Knaben mit Blumengirlande von Hans Müller. | BDA-Hist.: Q38028920 Status: § 2a Stand der BDA-Liste: 2025-06-30 Name: Wohnhausanlage der Gemeinde Wien GstNr.: 821/22 Wohnhausanlage Troststraße 64-66 |
| ja   | Datei hochladen | Pernerstorferhof HERIS-ID: 48023 Objekt-ID: 51404 Wiener Wohnen: 118                                                                              | Troststraße 68-70 Standort KG: Inzersdorf Stadt                                               | Die städtische Wohnhausanlage wurde 1924–1926 nach Plänen von Camillo Fritz Discher und Paul Gütl errichtet. Sie umfasst 431 Wohnungen in Blockrandverbauung. Im Innenhof befindet sich die Brunnenfigur Zuflucht von Joseph Josephu. 1953 wurde über der Einfahrt ein Sgraffito mit Ziegelarbeitern von Heribert Potuznik hinzugefügt. | BDA-Hist.: Q2071554 Status: § 2a Stand der BDA-Liste: 2025-06-30 Name: Pernerstorferhof GstNr.: 821/27 Pernerstorferhof |
| ja   | Datei hochladen | Kronberger Mühle, Hofmühle HERIS-ID: 41064 Objekt-ID: 41430                                                                                       | Unterlaaer Straße 32 Standort KG: Unterlaa                                                    | Die barocke Hofmühle aus dem 18. Jahrhundert war bis 1957 in Betrieb. | BDA-Hist.: Q28870065 Status: Bescheid Stand der BDA-Liste: 2025-06-30 Name: Kronberger-Mühle, Hofmühle GstNr.: 36/5 Hofmühle, Unterlaa |
| ja   | Datei hochladen | Wohnhausanlage der Gemeinde Wien HERIS-ID: 73495 Objekt-ID: 86786 Wiener Wohnen: 747                                                              | Van-der-Nüll-Gasse 83-85 Standort KG: Inzersdorf Stadt                                        | Die städtische Wohnhausanlage wurde 1931–1932 nach Plänen von Rudolf Scherer errichtet. Sie umfasst 73 Wohnungen. | BDA-Hist.: Q38132745 Status: § 2a Stand der BDA-Liste: 2025-06-30 Name: Wohnhausanlage der Gemeinde Wien GstNr.: 837/38 |
| ja   | Datei hochladen | Waldmüllerpark/ehemaliger katholischer Matzleinsdorfer Friedhof HERIS-ID: 41053 Objekt-ID: 41419                                                  | Waldmüllerpark Standort KG: Favoriten                                                         | Im 1923 angelegten Waldmüllerpark, der auf dem Gebiet des ehemaligen katholischen Matzleinsdorfer Friedhofs angelegt wurde, blieben einige historisch wertvolle Gräber in einem dafür geschaffenen Gräberhain erhalten. U.a. handelt es sich um Grabsteine von Ferdinand Georg Waldmüller, Johann Nepomuk Ender, Heinrich Friedrich Füger, Antonio Salieri, Christoph Willibald Gluck oder Jakob Alt. Als Erinnerung an den alten Friedhof blieben weiters eine Friedhofsmauer, eine Steinlaube und eine Steinpergola erhalten. | BDA-Hist.: Q110880559 Status: § 2a Stand der BDA-Liste: 2025-06-30 Name: Waldmüllerpark/ehem. katholischer Matzleinsdorfer Friedhof GstNr.: 1912/1 Waldmüllerpark - Gartenbaudenkmale und ehem. katholischer Friedhof |
| ja   | Datei hochladen | Ehemaliger Montessori-Kindergarten HERIS-ID: 47991 Objekt-ID: 51368                                                                               | Waldmüllerpark 1 Standort KG: Favoriten                                                       | Der ehemalige Montessori-Kindergarten entstand 1923–1925 nach Plänen von Hugo Mayer. Das freistehende Bauwerk am Rande des Waldmüllerparks wurde in Heimatstilformen geschaffen. An der Fassade befinden sich Reliefs mit Puttendarstellungen und Majolikatondi Findelkinder von Heinz Peter aus dem Jahr 1923. | BDA-Hist.: Q38028738 Status: § 2a Stand der BDA-Liste: 2025-06-30 Name: Ehemaliger Montessori-Kindergarten GstNr.: 1905 Kindertagesheim Waldmüllerpark |
| ja   | Datei hochladen | Ernst-Kirchweger-Haus, ehem. Komenský-Schule, ehem. Favoritner Arbeiterclub HERIS-ID: 48067 Objekt-ID: 51453seit 2014                             | Wielandgasse 2-4 Standort KG: Favoriten                                                       | Das Gebäude wurde 1931 von Josef Hofbauer und Wilhelm Baumgarten als tschechische Schule erbaut. Nach 1945 im Besitz der KPÖ, wurde das Haus 1990 von autonomen Gruppen besetzt und erhielt seinen heutigen Namen. Es besitzt eine sparsame horizontale Gliederung mit klinkerverkleidetem Erdgeschoß. | BDA-Hist.: Q680861 Status: Bescheid Stand der BDA-Liste: 2025-06-30 Name: Ernst-Kirchweger-Haus, ehem. Komensky-Schule, ehem. Favoritner Arbeiterclub GstNr.: 420 Ernst-Kirchweger-Haus |
| ja   | Datei hochladen | Zweigstelle Auktionshaus Dorotheum HERIS-ID: 48068 Objekt-ID: 51454seit 2013                                                                      | Wielandgasse 6-8 Standort KG: Favoriten                                                       | Das Gebäude wurde 1928/29 von Michael Rosenauer errichtet. Es ist ein kubischer Stahlbetonbau mit schlitzartig eingetieften Fenstergruppen. | BDA-Hist.: Q104184731 Status: Bescheid Stand der BDA-Liste: 2025-06-30 Name: Zweigstelle Auktionshaus Dorotheum GstNr.: 418/2 Dorotheum Favoriten |
| ja   | Datei hochladen | Katholische Pfarrkirche Salvator am Wienerfeld HERIS-ID: 48040 Objekt-ID: 51425                                                                   | Wienerfeldgasse 11 Standort KG: Inzersdorf Stadt                                              | Die Kirche wurde 1978–1979 nach Plänen von Johannes Spalt errichtet. Sie ist in Holzständerkonstruktion mit Flachdach ohne Kirchturm gestaltet. Im Inneren befindet sich ein Triptychon von Herbert Boeckl. | BDA-Hist.: Q2215659 Status: § 2a Stand der BDA-Liste: 2025-06-30 Name: Katholische Pfarrkirche Salvator am Wienerfeld GstNr.: 904/3 Salvator am Wienerfeld |
| ja   | Datei hochladen | Verwaltungsbau / Wiener Hochquellenwasserleitung HERIS-ID: 73491 Objekt-ID: 86782                                                                 | Windtenstraße 1 Standort KG: Inzersdorf Stadt                                                 | Das einstöckige Wohnhaus für Bedienstete des Wasserbehälters Wienerberg wurde 1898–1899 in Sichtziegelbauweise errichtet. | BDA-Hist.: Q1266185 Status: § 2a Stand der BDA-Liste: 2025-06-30 Name: Verwaltungsbau/Wiener Hochquellwasserleitung GstNr.: 777/483 Wasserbehälter Wienerberg - Verwaltungsbau |
| ja   | Datei hochladen | Anlage Wienerberg (1. + 2. Wiener Hochquellenleitung) HERIS-ID: 48014 Objekt-ID: 51395                                                            | Windtenstraße 3 Standort KG: Inzersdorf Stadt                                                 | Der Wasserturm Favoriten wurde 1898–1899 nach Plänen von Franz Borkowitz errichtet. Er ist 67 Meter hoch und bildet ein Wahrzeichen des 10. Wiener Gemeindebezirks. | BDA-Hist.: Q877414 Status: Bescheid Stand der BDA-Liste: 2025-06-30 Name: Anlage Wienerberg (1. + 2. Wiener Hochquellenleitung) GstNr.: 777/2 Wasserturm Favoriten |
| ja   | Datei hochladen | Sgraffito Spielende Kinder HERIS-ID: 47974 Objekt-ID: 51348                                                                                       | Wirerstraße 6-14, ger. Nr. Standort KG: Favoriten                                             | Das Sgraffito Spielende Kinder an der Fassade einer städtischen Wohnhausanlage schuf 1955 Hans Babuder. | BDA-Hist.: Q38028622 Status: § 2a Stand der BDA-Liste: 2025-06-30 Name: Sgraffito Spielende Kinder GstNr.: 934/170 Sgraffito Spielende Kinder by Hans Babuder, Wirerstraße |
| ja   | Datei hochladen | Schutzengelkreuz HERIS-ID: 73485 Objekt-ID: 86776 Wien Kulturgut: 71727                                                                           | Standort KG: Unterlaa                                                                         | Die barocke Bildsäule an einem Feldweg in Verlängerung der Georg-Wiesmayer-Gasse aus dem Jahr 1694 zeigt an ihrer Spitze die Figuren eines Schutzengels und eines Kindes. | BDA-Hist.: Q33988013 Status: § 2a Stand der BDA-Liste: 2025-06-30 Name: Schutzengelkreuz GstNr.: 147/2 |

## Ehemalige Denkmäler
| Foto |                 | Denkmal                                              | Standort                          | Beschreibung | Metadaten                                                                                        |
| ---- | --------------- | ---------------------------------------------------- | --------------------------------- | --- | ------------------------------------------------------------------------------------------------ |
| ja   | Datei hochladen | WC-Pavillon HERIS-ID: 63809 Objekt-ID: 76498bis 2010 | Laubeplatz Standort KG: Favoriten | Kein Abgang, sondern Neuaufstellung in einem anderen Bezirk Anmerkung: Der WC-Pavillon wurde vom Standort am Laubeplatz von der MA 48 nach seiner Restaurierung im Jazzpark Essling in Donaustadt wiederaufgestellt. | BDA-Hist.: Q38104347 Status: § 2a Stand der BDA-Liste: 2011-05-30 Name: WC-Pavillon GstNr.: 2704 |